# Hemidactylus farasani
Hemidactylus farasani — вид ящірок з родини геконових (Gekkonidae). Описаний у 2023 році.

## Назва
Вид названо на честь фарасані, корінного народу Фарасанських островів.

## Поширення
Ендемік Саудівської Аравії. Виявлений на Фарасанських островах у Червоному морі.